# آداب العشرة وذكر الصحبة والأخوة (كتاب)
آداب العشرة وذكر الصحبة والأخوة هو كتيب صغير من تأليف (بدر الدين الغزي – 904هـ – 984هـ) أجمل فيه مؤلفه مجموعة من الآداب والأخلاق التي يجب أن يتحلى بها المتصاحبون والمتآخون وما لكل منهم من حق وما عليه من واجب، وقد استشهد لذلك بأقوال وأشعار متنوعة. فمن ذلك استشهاده بآيات من القرآن الكريم، في موضوع معاشرة المؤمن، قال الله تعالى: ﴿لَا تَجِدُ قَوْمًا يُؤْمِنُونَ بِاللَّهِ وَالْيَوْمِ الْآخِرِ يُوَادُّونَ مَنْ حَادَّ اللَّهَ وَرَسُولَهُ وَلَوْ كَانُوا آبَاءَهُمْ أَوْ أَبْنَاءَهُمْ أَوْ إِخْوَانَهُمْ أَوْ عَشِيرَتَهُمْ أُولَئِكَ كَتَبَ فِي قُلُوبِهِمُ الْإِيمَانَ وَأَيَّدَهُمْ بِرُوحٍ مِنْهُ وَيُدْخِلُهُمْ جَنَّاتٍ تَجْرِي مِنْ تَحْتِهَا الْأَنْهَارُ خَالِدِينَ فِيهَا رَضِيَ اللَّهُ عَنْهُمْ وَرَضُوا عَنْهُ أُولَئِكَ حِزْبُ اللَّهِ أَلَا إِنَّ حِزْبَ اللَّهِ هُمُ الْمُفْلِحُونَ ۝٢٢﴾ سورة المجادلة، الآية 22.
وكذلك استشهاده بالحديث النبوي الشريف، كما ورد في موضوع (حفظ العهد) فقد أورد المؤلف قول الرسول ﷺ: (أحب الأعمال إلى الله أدومها وإن قل).
وأيضاً استشهاده بأقوال السلف ورد في موضوع ترك الاستخفاف، فقد أورد المؤلف قول ابن المبارك: (من استخف بالعلماء ذهبت آخرته، ومن استخف بالأمراء ذهبت دنياه، ومن استخف بالإخوان ذهبت مروءته).
ومنها استشهاده بالأشعار، وهو كثير فمنه في موضوع إقلال العتاب، أبيات لثعلب:
وفي موضوع مجانبة الحقد، قال المؤلف وأنشد أحمد بن عبيد عن المدائني: